# Kościół św. Jerzego w Birżebbuġy
Kościół św. Jerzego (malt. Knisja ta’ San Ġorġ, ang. Church of St George) – niewielki rzymskokatolicki kościół położony w miejscowości Birżebbuġa.

## Położenie
Świątynia znajduje się na końcu niewielkiego cypla wcinającego się w wody zatoki św. Jerzego (il-Bajja ta' San Ġorġ).

## Historia
Data budowy pierwszego kościoła w tym miejscu nie jest znana. Prawdopodobnie istniał on już przed Wielkim Oblężeniem Malty w 1565. Gdy 10 lat później kościół odwiedził papieski wizytator Pietro Dusina, zanotował on, że świątynia ma kamienny ołtarz oraz drewniane drzwi, brak jej natomiast rektora oraz jakichkolwiek dochodów. Raz dziennie odprawiana była msza święta dla czcicieli św. Jerzego oraz strażników z tej okolicy. 23 kwietnia, w dzień patrona kościoła, w kościele w Żejtun odprawiane były nieszpory oraz msza, po czym obchodzono fiestę.
W 1621 świątynię wizytował biskup Baldassare Cagliares, który zalecił pewne prace naprawcze, które zostały wykonane w 1625 przez Palmerusa Montanę. Upamiętnia to inskrypcja znajdująca się obok drzwi.

W latach 1633–1643 opiekunem kościoła był Lucas Calleja z Ħal Għaxaq; kiedy 12 kwietnia 1654 kościół wizytował biskup Miguel Juan Balaguer Camarasa, opiekunem był Giovanni Maria Portelli z Ħal Bisbut.
Z biegiem czasu budynek popadł w coraz większe zaniedbanie, w końcu 22 kwietnia 1659 biskup Balaguer zdesakralizował go. Zarządził zamurowanie drzwi oraz przeniesienie ołtarza do kościoła w Żejtun.
Kościół pozostał opuszczony do 1683. W tymże roku został odbudowany z inizjatywy Patrizju Rumana i Gregorio Bonici dei Marchesi Bordino, co 20 kwietnia 1683, a następnie 12 stycznia 1684 zostało potwierdzone przez, odpowiednio, notariusza Pietro Attarda oraz kurię. na tę okazję została również wmurowana tablica z odpowiednią inskrypcją.

Odnowiony kościół został ponownie poświęcony 22 kwietnia 1683 przez proboszcza parafii Żejtun, ks. Ugolino Bonniciego.

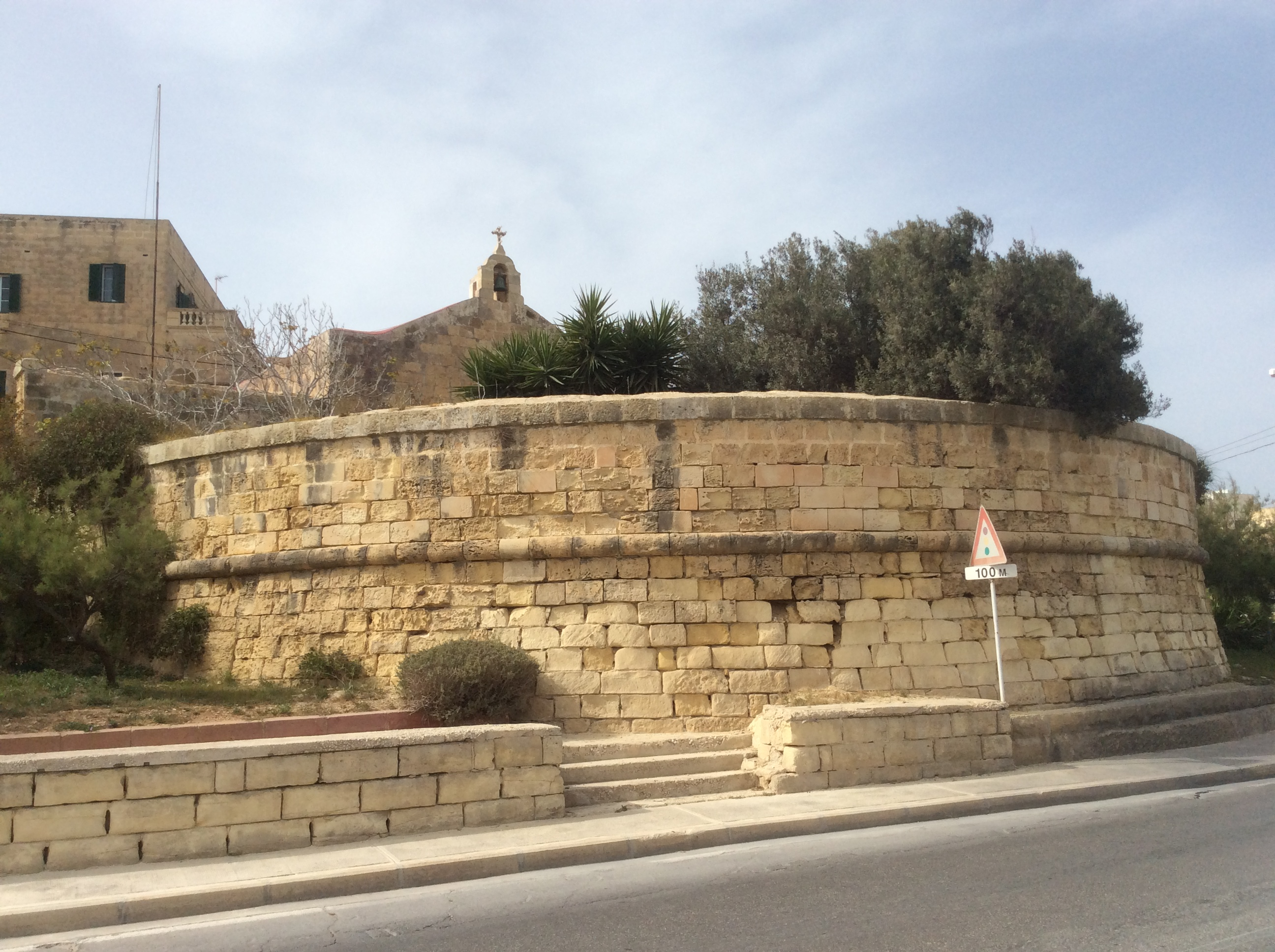
Reduta św. Jerzego; w głębi widoczny kościół

W latach 1714–16, na terenie zajmowanym dotychczas przez cmentarz przylegający do kościoła, Zakon Maltański zbudował redutę..
Pod koniec XIX wieku świątynia została znów opuszczona; 26 sierpnia 1907 biskup Spiridione Polomeni otworzył ją ponownie i pobłogosławił.

## Architektura
Kościół ma prostą fasadę skierowaną w stronę zatoki. Wnętrze o kształcie prostokąta, z półkolistym sufitem, bazującym na pięciu prostych łukach. Te zaś wspierają się na prostym gzymsie biegnącym wokół.

Nad ołtarzem, w niewielkiej apsydzie wisi duży obraz tytularny, przedstawiający św. Jerzego na białym koniu. Jest to kopia nieznanego autorstwa, obrazu Mattia Pretiego, który znajduje się w katedrze św. Jana w Valletcie.

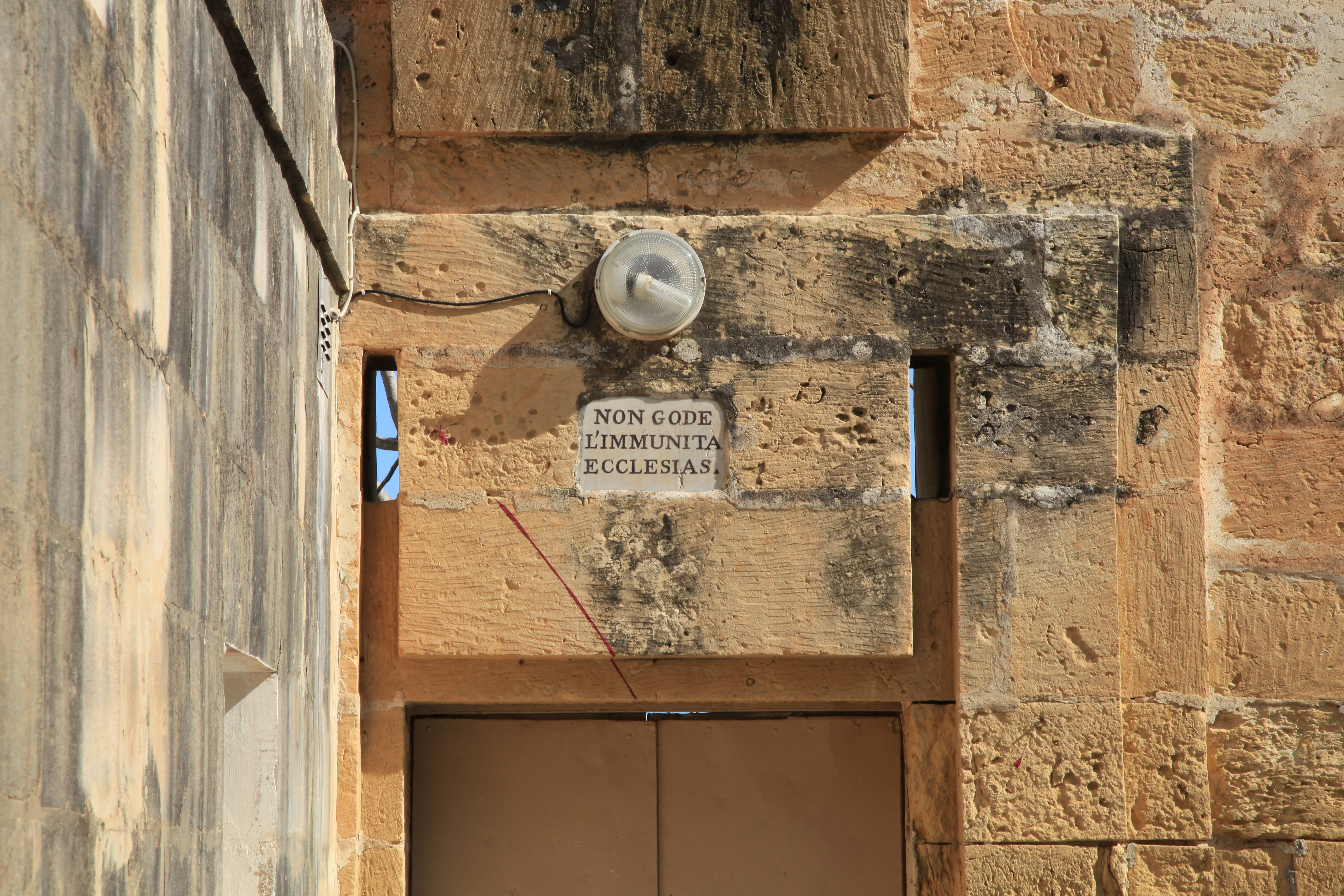
Boczne wejście z tablicą NON GODE.... Po bokach widoczne otwory na liny mostu zwodzonego

Nad bocznymi drzwiami widoczna jest tablica z inskrypcją NON GODE L'IMMUNITA ECCLESIAS. Oznacza to, że kościół nie oferował prawa azylu, i nie dawał schronienia przed karą za przestępstwa. Po bokach widoczne są otwory, przez które w przeszłości przeciągnięte były liny, służące do podnoszenia i opuszczania drewnianego mostu zwodzonego. Kościół św. Jerzego jest jedynym na Malcie ufortyfikowanym kościołem, oraz jedynym, który był w przeszłości dostępny przez most zwodzony.
Na ścianach kościoła znaleźć można wydrapane graffiti przedstawiające statki, a pochodzące z XVII–XIX wieku.  

## Kościół dziś
Obecnie kościół jest użytkowany przez Stowarzyszenie Misjonarzy św. Pawła (MSSP). W niedziele i święta odprawiane są dwie poranne msze święte, o 7:30 po maltańsku, o 9:30 po angielsku.

## Ochrona dziedzictwa kulturowego
Obiekt jest wpisany na listę National Inventory of the Cultural Property of the Maltese Islands pod numerem 1704.